# حراك اجتماعي
الحراك الاجتماعي (بالإنجليزية: Social mobility)‏ هو الوضع الذي يشير إلى إمكانية تحرك الأشخاص أو الجماعات إلى أسفل أو إلى أعلى الطبقة أو المكانة الاجتماعية، في هرم التدرج الاجتماعي. يرى باحثون آخرون أن مصطلح «حراك» يُستخدم، أيضاً، ليدل على الحركة المكانية أو الهجرة السكانية، وهذا ما يسمى «الحراك الفيزيقي». أما الانتقال من وضع اجتماعي إلى آخر داخل البناء الاجتماعي فيُسمى «الحراك الاجتماعي»، بمعنى انتقال الفرد أو مجموعة من الأفراد من مستوى طبقي إلى مستوى آخر، مما يدل على أن الحراك الاجتماعي يتطلب وجود مجتمع طبقي. لهذا، فالحراك الاجتماعي ظاهرة جديدة في المجتمع الحديث، بل هو أحد المقومات الرئيسية في المجتمع المتحضر، الذي يتميز عن المجتمع التقليدي الإقطاعي، الذي يُعد مجتمعاً مغلقاً، ولا يتحرك الفرد فيه خارج الجماعة التي ينشأ فيها لوجود حواجز اجتماعية تربط الفرد بجماعته.
بشكل عام، بوصفه التحرك من فئة أو شريحة اجتماعية إلى فئة أو شريحة أخرى. ويكون هذا التحرك ـ عادة ـ من جماعة مهنية إلى جماعة مهنية أخرى. فإذا انتقل الفرد من مهنة الطب إلى مهنة الهندسة، يكون انتقاله في شكل أفقي. أما إذا انتقل من مهنة التمريض إلى الطب، مثلاً، فيكون حراكه رأسياً. وقد يكون الحراك على شكل حركة بين تجمعات تقع على مستوى واحد. فالحراك الاجتماعي الحقيقي يعبر عن دينامية المجتمع وتغيره واستجابته لكل التغيرات، التي تحدث نتيجة تغير نوع العلاقات الاجتماعية وتقريب الفوارق الطبقية. وبناءً على ذلك، فإن الحراك الاجتماعي يعبر عن عملية اجتماعية ينتقل من خلالها الفرد أو الجماعة من وضع اجتماعي معين إلى وضع آخر. لهذا، يربط بعض الباحثين بين «الحراك الاجتماعي» وظاهرة أعم وأشمل وهي ظاهرة "التغير الاجتماعي"، التي يتعرض لها الأشخاص أو الجماعات، حيث تنتقل أو تتحول من وضع اجتماعي معين إلى آخر، ومن مكانة اجتماعية معينة إلى أخرى، وذلك حسب اختلاف المكان والزمان.

## أشكال الحراك الاجتماعي وطبيعته
ميّز علماء الاجتماع بين أشكال كثيرة من الحراك الاجتماعي، داخل البناء الاجتماعي للمجتمع المعاصر. ومن أهم تلك الأشكال التمييز بين:
- الحراك الاجتماعي الصاعد (بالإنجليزية: Up Ward Social Mobility)‏ الذي يُشير إلى انتقال الفرد من مستوى طبقي أدنى إلى مستوى طبقي أعلى.
- الحراك الاجتماعي الهابط (بالإنجليزية: Down Ward Social Mobility)‏ الذي يُشير إلى هبوط الفرد من مستوى طبقي أعلى إلى مستوى طبقي أدنى، كأن ينتقل الفرد من طبقة عليا إلى طبقة متوسطة، مثل تدهور الحال لدى بعض الأثرياء والأغنياء نتيجة أزمة اقتصادية معينة، وانحدارهم إلى مستوى طبقي أقل.

وقد حدد بعض علماء الاجتماع عدداً من الأسس العامة للحراك الاجتماعي الرأسي، أهمها:
- يندر وجود مجتمع تكون فيه الطبقات مغلقة إغلاقاً محكماً، أو لا يوجد فيها حراك اقتصادي وسكاني ومهني.
- لا يمكن أن يوجد مجتمع يكون فيه الحراك الرأسي حراً بصورة مطلقة، ويكون الحراك من طبقة إلى أخرى من دون عقبات.
- يختلف عمق وشمولية الحراك الاجتماعي الرأسي من مجتمع لآخر.
- يختلف عمق وشمولية الحراك الاجتماعي الرأسي في المجتمع نفسه، من وقت لآخر.
- لا يوجد اتجاه دائم ومحدد نحو زيادة، أو نقص، عمق الحراك الاجتماعي.

ويوضح علماء الاجتماع طبيعة الحراك الاجتماعي على أساس حركة وتنقل الأفراد دون الجماعات. وهذا يوضح الفارق بين الحراك الاجتماعي، الذي يتخذ شكلاً فردياً، والحراك الذي يتخذ شكلاً جماعياً، ويُطلق عليه «الحراك الطبقي» (بالإنجليزية: Class Mobility)‏، ويُطلق الحراك الاجتماعي الأفقي (بالإنجليزية: Horizontal Social Mobility)‏ على حركة الأفراد أو الجماعات، من وضع اجتماعي إلى آخر مع عدم وجود اختلاف في الدرجات بين الوضعين؛ فمن يترك مهنة كهربائي ليعمل ميكانيكياً، يُعبِِّر عن حركة أفقية حيث تحتاج المهنتان إلى الجهد والعمل نفسيهما تقريباً، وتقاضي الأجر نفسه، والوضع الاجتماعي ذاته داخل بناء المجتمع.
كما يميز علماء الاجتماع بين نمطين آخرين من الحراك:
- الحراك الاجتماعي بين الأجيال (بالإنجليزية: Intergenerational Social Mobility)‏ الذي يظهر عند مقارنة الطبقة الاجتماعية، التي ينتمي إليها كل من الأبناء وآباؤهم أو أجدادهم. فإذا حقق الأبناء مستوى طبقياً أعلى من ذلك الذي ينتمي إليه آباؤهم، فإنهم بذلك يكونوا قد أنجزوا حراكاً اجتماعياً صاعداً عبر الأجيال، وعكس ذلك صحيح أيضاً للحراك الاجتماعي الهابط عبر الأجيال.
- الحراك الاجتماعي داخل الجيل (بالإنجليزية: Interagenerational Social Mobility)‏ وتجري بمقارنة الأوضاع الطبقية التي شغلها الفرد في حياته المهنية، وما يحققه من إنجاز فيها.

وقد حدد أبرز علماء الاجتماع وهو بيتريم سروكين أربعة أنماط أساسية للحراك الاجتماعي على النحو التالي:

### الحراك المهني
ويُقصد به تغيير الفرد لمهنة أسرته، وتبديل الأبناء لمهن آبائهم نتيجة لازدياد التخصص المهني، وتوافر مجالات العمل أمام الفرد، حسب ميوله الفردية واستعداده للإنتاج. ويساعد الحراك المهني على تحرك الأفراد اجتماعياً واقتصادياً، عن مكانة أسرهم الاجتماعية والاقتصادية. ويؤدي ارتقاء الفرد في التركيب المهني وتغييره لوضعه المهني، عن وضع أسرته الأصلية، وصعوده أو هبوطه في السلم المهني، إلى تغييره مكان إقامته، ومعارفه وأصدقائه الذين تربى معهم في نشأته الأولى، واختلاطه بأفراد جدد ذوي ميول واتجاهات مغايرة عن الوسط الذي نشأ فيه، وتغييره أيضاً لأسلوب حياته ومركزه الاجتماعي ما يؤثر في علاقته القرابية بأعضاء أسرته.
أصبحت وراثة الأبناء لمهن الآباء ظاهرة نادرة في المجتمع المعاصر، وأصبح طبيعياً أو سوياً أن نرى أعضاء الأسرة يعملون في مهن متباينة، لا ترابط بينها ولا اتصال. فقد يعمل أحد أفراد الأسرة في التجارة وآخر في التدريس وثالث في مهنة الطب، بينما يعمل قريب لهم في حرفة يدوية، كالنجارة أو الحياكة.

### الحراك المكاني
هو أكثر أشكال الحراك الاجتماعي انتشاراً في المجتمع الحضري الصناعي. فقد أصبح من الشائع انتقال الفرد من إقليم إلى إقليم، أو من حي لآخر. وكان الحراك المكاني محدوداً في المجتمع التقليدي، وكان الفرد يدين بالولاء للأرض التي يُولد فيها ويمارس نشاطه الاجتماعي والاقتصادي فوقها؛ ولكن أدى تقدم وسائل المواصلات ووسائل النقل، ونشأة مهن جديدة ذات أجور مرتفعة في أماكن متفرقة، إلى ازدياد الحراك المكاني للأفراد، وهجرتهم من الأقاليم التي يقيمون بها مع أسرهم إلى مواطن العمل الجديدة.
ولاحظ علماء الاجتماع أن الأفراد في المجتمع الحضري أصبحوا أقل ارتباطاً بالأرض التي ينشأون عليها، وزاد تحرك الأفراد من بلد لآخر، وزاد تغيير الأفراد للوحدات السكانية، وتبديلهم لجيرانهم، وزادت المسافات التي يقطنها الفرد في انتقالاته من مجتمع لآخر في المجتمع الحديث، ما يؤثر في ولائه لأسرته وارتباطه بأقاربه.

### الحراك الاقتصادي
ويُقصد به تغير مراكز الأبناء الاقتصادية عن مراكز الآباء والأجداد. فلقد أدى تغير نظام الملكية، ونمو الملكيات الفردية، ونشأة نظام الأجور، وتقييم العمل على أساس إنتاج الفرد ومقدار ما يبذله من مجهود ونشاط، إلى تغير المراكز الاقتصادية للأفراد. وأصبح من الطبيعي أن تتغاير المراتب الاقتصادية للأبناء عن مراتب آبائهم، لتغير المهن التي يقوم بها كل منهم. ولعل تغاير المراتب الاقتصادية يعني أن التكوين الطبقي أصبح مرناً ومتغيراً، وأصبح من السهل أمام الأفراد الانتقال إلى مرتبة أعلى من مرتبة أسرهم بمقدار ما يبذلونه من جهد وعمل، وما يقومون به من نشاط في مهنهم. وصار من الطبيعي أن تنخفض مكانة الأفراد الاقتصادية عن مكانة أسرهم، إذا ما فشلوا في مهنهم.

### الحراك الفكري
يقصد به مقدار ودرجة وقوة ارتباط الفرد بالقيم والأفكار المستحدثة المختلفة. وقد ساعدت وسائل الاتصال ـ مثل الراديو والسينما والتليفزيون والصحف والكتب والمجلات وازدياد الاختراعات الحديثة في العلوم والفنون وأيضا الحركات النسائية والأحزاب والجمعيات الأهلية والكتب التعليمية المقدمة في مراحل التدريس ة العادات والتقاليد الموروثة شفهيا مثل نقل قيم فكرية من الأجداد إلي الأبناء، ساعد ذلك على ازدياد فرص الحراك الفكري، وعرض نماذج فكرية واجتماعية في أساليب جديدة من السلوك. وكذلك تغير التقاليد المتوارثة عن الآباء والأجداد. كما أدى ازدياد حركة الكشف العلمي إلى ضعف ارتباط الأفراد بالقيم القديمة، واتجاههم نحو تقبل الأفكار والمبادئ المستحدثة.

## عوامل الحراك الاجتماعي
يتحدد مدى الحراك الاجتماعي بناءً على عدد من العوامل، التي تساعد على حدوثه داخل المجتمع. ومن هذه العوامل: الهجرة، والتعليم، والتحولات السياسية. على أن هذه العوامل ليست جامعة مانعة لأسباب حدوث الحراك، ولكنها أهم العوامل التي تسهله وتحفزه:

### الهجرة
تلعب الهجرة دوراً كبيراً في الحراك الاجتماعي، على أساس أن الهجرة ناتجة عن السعي لتحسين ظروف وأحوال الأفراد والجماعات اجتماعياً واقتصادياً، لِما تتيحه من فرص متعددة في التعليم والعمل ومستوى عالٍ من الدخل، ومن ثم تحقيق الرقي الاقتصادي والاجتماعي للأفراد، خاصة وأن هناك اعتقاداً سائداً بأن المهاجرين يميلون إلى أن يكونوا من طبقة اجتماعية أعلى من عامة السكان. فلقد أكدت الدراسات الاجتماعية أنه يسود في المجتمعات الصناعية المتقدمة معدل هجرة مرتفع في صفوف الأفراد المهرة من التخصصات الفنية. إذ تكون لدى المهاجرين رغبة في تحسين وضعهم الاقتصادي، ولذلك تكون رغبتهم محدودة في الاستقرار في مكان واحد. إن التقدم المتدرج للمتخصصين في المهارات المختلفة، في سلسلة من المراكز المرتفعة داخل البناء الاجتماعي المتدرج، يرتبط ـ بشكل أو آخر ـ بحركة السكان المكانية والاجتماعية.

### التعليم
يُعد التعليم عاملاً أساسياً من العوامل، التي تؤدي إلى حدوث الحراك الاجتماعي داخل المجتمع المعاصر، نظراً لما يتيحه من فرص تحقيق التقدم العلمي والاجتماعي، بما يجعل الأفراد أكثر استعداداً لتقبل التغيير وتحسين أوضاعهم الاقتصادية والاجتماعية. فقد دلت الدراسات والبحوث أن بعض الفئات الاجتماعية من الطبقات الدنيا، استطاعت، على الرغم من ظروفهم السيئة وعدم توفر الإمكانيات، أن تصل إلى أعلى الدرجات في السلم التعليمي، وأن تحسّن من وضعهما الطبقي من خلال الحراك الاجتماعي الذي يحققه التعليم. وقد أكدت بعض الدراسات الحديثة أن فرص الحراك المهني الاجتماعي محدودة، نظراً لوجود تمايز في النسق التعليمي يجعل أبناء الطبقة العليا محتكرين للمهن ذات المستوى الرفيع. إن القضية ليست إتاحة الفرص للفرد ليلتحق بالتعليم، ولكنها قضية هل يستطيع مواصلة الطريق حتى النهاية؟!

### التحولات السياسية
يرى علماء الاجتماع أن التحول السياسي يرتبط بفترات الاضطراب الاجتماعي، مثل الحرب والثورة وحركة الإصلاح السياسي والاجتماعي. ففي فترات الحرب يحدث حراك اجتماعي صاعداً أو هابطاً لبعض الأفراد، مثل أولئك الذين يستفيدون من استمرار الحرب ويحققون ثراءً ـ أغنياء الحرب ـ فيحققون حراكاً اجتماعياً صاعداً. كما أن الاتجاه نحو الإصلاح الديموقراطي وترسيخ دعائم الحرية، يساعد على تحقيق تقدم الحياة الاجتماعية، بحيث يصبح الارتقاء والحراك الاجتماعي والانتقال من طبقة إلى أخرى أكثر يُسراً، إذ تتميز المجتمعات الديموقراطية بشدة حراكها الرأسي، إذا قورنت بغيرها من المجتمعات. ففي المجتمعات الديموقراطية لا يُحدد وضع الفرد بمولده، بل تُترك كل الأوضاع الاجتماعية مفتوحة لكل فرد بحيث يستطيع الحصول عليها وشغلها، ولا توجد عوائق شرعية أو دينية للارتقاء أو الهبوط.
كما تُعد الثورات عاملاً فعالاً في الحراك الاجتماعي، لأنها تضع نظاماً سياسياً محل غيره، وتأتي بأناس كانوا من الدرجة الثانية أو الثالثة وتضعهم على رؤوس الأمم، فيصبحوا من قادتها وزعمائها. كما تعمل الحروب والانتفاضات الاجتماعية على سرعة الحراك، حيث تساعد هذه العوامل على ظهور قيادات وطنية جديدة لتحل محل القيادات التقليدية القديمة، وما يرتبط بذلك من حدوث حراك اجتماعي. كما هو مشاهد في مجالس قيادات الثورات التي حدثت في غالبية دول العالم الثالث.